# Relações entre Iêmen e Irã
As relações entre Iêmen e Irã  referem-se às relações externas entre o Iêmen e o Irã.
O Irã e o Iêmen tiveram relações cordiais, embora tépidas, desde a Revolução Islâmica em 1979. Entretanto, os laços entre os dois Estados seriam danificados nos últimos anos pelo suposto apoio da República Islâmica do Irã aos rebeldes xiitas envolvidos em conflitos armados com as forças do governo iemenita. As autoridades iemenitas acusaram repetidamente o Irã de fornecer financiamento e armas aos rebeldes xiitas zaiditas Houthi e, em uma ocasião, alegaram ter descoberto armas de fabricação iraniana em depósitos de armas rebeldes. O Irã também tem implantado submarinos e navios de guerra ao largo da costa do Iêmen, no Golfo de Aden e no Mar Vermelho, ostensivamente para realizar operações antipirataria.

## História
Na década de 1960, o iraniano Shah Mohammad Reza Pahlavi apoiou os combatentes iemenitas contra os militantes marxistas.  No final da década de 1980, a República Islâmica do Irã se aproximou mais do Iêmen após o fim da Guerra Irã-Iraque. No início dos anos 1990, o Irã hospedou estudantes religiosos Houthi. Entre esses estudantes estava Hussein Badreddin al-Houthi, que liderou a rebelião Houthi no Iêmen contra o governo local.  Após a destituição do presidente iemenita Ali Abdullah Saleh em 2012, as autoridades iranianas começaram a apoiar retoricamente os Houthis. 
Em janeiro de 2013, uma equipe de embarque iemenita operando a partir do USS Farragut (DDG-99) apreendeu um dhow iraniano fora da costa do Iêmen que foi encontrado transportando um sistema de defesa aéreo portátil QW-1 chinês. As relações entre as duas nações azedariam quando o Irã negou as afirmações iemenitas de que a remessa era uma tentativa iraniana de armar as forças rebeldes. Os movimentos do navio foram monitorados pelas forças estadunidenses desde o momento em que carregou carga em uma base militar iraniana até ser apreendida.
Em 2 de outubro de 2015, a rede de televisão do governo iemenita em Áden teria anunciado que o Iêmen havia rompido relações diplomáticas com o Irã devido ao suposto apoio iraniano aos Houthis para derrubar o presidente iemenita Abd Rabbuh Mansur Hadi. Um porta-voz do governo iemenita posteriormente negou a reportagem na televisão, dizendo que "o gabinete não discutiu até agora a questão de romper relações diplomáticas com o Irã e nenhuma decisão foi tomada".